# Гримбальд (епископ Теруана)
Гримба́льд (лат. Grimbaldus; умер в 815) — епископ Теруана (не ранее 798—815).

## Биография
О Гримбальде известно очень немного. Согласно каталогам глав Теруанской епархии, он был преемником епископа Теодовина, упоминавшегося в 798 году.
22 марта 814 года, вместе с другими суффраганами Реймсской митрополии, Гримбальд присутствовал на церковном соборе в Нуайоне. Его участники во главе со своим митрополитом Вульфером урегулировали территориальный спор между епископом Нуайона Вендельмаром и епископом Суассона Ротадом I, проложив границу между их епархиями по реке Уазе. Здесь же состоялось рукоположение в сан нового епископа Туля Фротера.
Епископ Гримбальд скончался в 815 году. Его преемником на кафедре Теруана стал происходивший из побочной ветви Каролингов святой Фольквин, избранный в конце 816 года.